# Martin Balle
Martin Balle (* 1963) ist ein deutscher Verleger der Mediengruppe Attenkofer und Lehrbeauftragter für Medientechnik an der Technischen Hochschule Deggendorf.

## Werdegang
Martin Balle ist der Sohn des Verlegers Hermann Balle. Er wurde zum Doktor der Philosophie promoviert. Seit 1995 ist er im Verlag und Familienunternehmen tätig und seit 2002 persönlich haftender Gesellschafter. Mitte 2013 sprach der Medienrat der Bayerischen Landeszentrale für Neue Medien (BLM) die Fernsehlizenz in Landshut dem Konsortium um Balle zu, das gegenwärtig unter Niederbayern TV Landshut sendet. Zum 1. Juli 2014 erhielt er unter mehreren Bewerbern den Zuschlag, die insolvente Münchner Abendzeitung (AZ) zu übernehmen.

## Mitgliedschaften
- Vorstand der Verband Bayerischer Zeitungsverleger[6]
- Kuratorium der Eugen-Biser-Stiftung[7]
- Beirat der Akademie für Politische Bildung[8]

## Auszeichnungen
- Am 5. Juli 2023 erhielt Balle den Bayerischen Verdienstorden.[9]